# 木造巳之蔵
木造 巳之蔵（こづくり みのぞう、1884年（明治17年）2月7日 - 1965年（昭和40年）1月25日）は、大日本帝国陸軍軍人。最終階級は陸軍少将。

## 経歴
1884年（明治17年）に東京府で生まれた。陸軍士官学校第16期卒業。1931年（昭和6年）8月1日に陸軍砲兵大佐に進級し、8月29日に陸軍造兵廠名古屋工廠熱田兵器製造所長に就任。1933年（昭和8年）8月には東京陸軍兵器支廠長に転じた。
1936年（昭和11年）3月7日に陸軍少将に進級し、陸軍造兵廠名古屋工廠長に着任。1938年（昭和13年）7月15日に待命、7月27日に予備役に編入された。

## 栄典
位階
- 1938年（昭和13年）8月24日 - 従四位[3]